# ICC Women’s T20 World Cup 2023
Die ICC Women's T20 World Cup 2023 war die achte Weltmeisterschaft im WTwenty20-Cricket der Frauen und wurde vom 10. bis 26. Februar 2023 in Südafrika ausgetragen. Im Finale konnte sich Australien mit 19 Runs gegen Südafrika durchsetzen und sich so den sechsten Titel sichern.

## Teilnehmer
Das Teilnehmerfeld bestand aus zehn Mannschaften. Dabei qualifizierten sich die ersten acht Teams der WTwenty20-Weltrangliste vom 30. November 2021 die auch bei der ICC Women’s T20 World Cup 2020 teilgenommen hatten automatisch. Bangladesch und Irland qualifizierten sich durch ein Qualifikationsturnier für diese Weltmeisterschaft.
| - Australien - Bangladesch - England - Indien - Irland | - Neuseeland - Pakistan - Südafrika - Sri Lanka - West Indies |

## Austragungsorte
Die Stadien wurden am 22. August 2022 vom ICC bekanntgegeben.
| Stadion                 | Stadt    | Kapazität | Spiele |
| ----------------------- | -------- | --------- | ------ |
| Newlands Cricket Ground | Kapstadt | 25.000    |        |
| Boland Park             | Paarl    | 10.000    |        |
| Sahara Oval St George’s | Gqeberha | 19.000    |        |

## Austragungsmodus
In die zwei Vorrundengruppen wurden jeweils fünf Teams gelost, in denen Jeder gegen Jeden jeweils ein Spiel absolvierte. Dabei gab es für die siegreiche Mannschaft zwei Punkte, für die unterlegene keinen. Konnte kein Sieger festgestellt werden (beispielsweise durch Regenabbruch) erhielten beide Mannschaften je einen Punkt. Sollten nach den gespielten Innings beider Mannschaften beide die gleiche Anzahl von Runs erzielt haben, folgte ein Super Over. Nach der Vorrunde qualifizierten sich jeweils die besten beiden Mannschaften beider Gruppen für das Halbfinale, wobei bei Punktgleichheit die Net Run Rate entscheidend war. Die beiden Sieger der Halbfinals spielten anschließend das Finale aus.

## Schiedsrichter
Der ICC verkündete am 27. Januar 2023 die Schiedsrichter des Turniers. Dabei wählten sie drei Referees und zehn Umpires. Dabei war es erstmals ein rein weiblich besetztes Schiedsrichter-Panel bei einem ICC-Turnier. Die ausgewählten Spieloffiziellen sind:
| Name                | Land       | Funktion/Panel |
| ------------------- | ---------- | -------------- |
| G. S. Lakshmi       | Indien     | Referee        |
| Shandre Fritz       | Südafrika  | Referee        |
| Michell Pereira     | Sri Lanka  | Referee        |
| Lauren Agenbag      | Südafrika  | Umpire         |
| Kim Cotton          | Neuseeland | Umpire         |
| Anna Harris         | England    | Umpire         |
| N Janani            | Indien     | Umpire         |
| Nimali Perera       | Sri Lanka  | Umpire         |
| Claire Polosak      | Australien | Umpire         |
| Vrinda Rathi        | Indien     | Umpire         |
| Sue Redfern         | England    | Umpire         |
| Eloise Sheridan     | Australien | Umpire         |
| Jacqueline Williams | Jamaika    | Umpire         |

## Kaderlisten
Jedes Team benennt vor dem Turnier die 15 Spielerinnen ihres Kaders. Pakistan benannte seinen Kader am 14. Dezember und Indien am 28. Dezember 2022. England benannte seine Kader am 6. Januar, Australien am 9. Januar, Neuseeland am 19. Januar, Südafrika am 31. Januar 2023 und Sri Lanka und die West Indies am 1. Februar.
| Twenty20 | Twenty20 | Twenty20 | Twenty20 | Twenty20 |
| Australien | Bangladesch | England | Indien | Irland |
| --- | --- | --- | --- | --- |
| - Meg Lanning (K) - Alyssa Healy (VK) - Darcie Brown - Ashleigh Gardner - Kim Garth - Heather Graham - Grace Harris - Jess Jonassen - Alana King - Tahlia McGrath - Beth Mooney (wk) - Ellyse Perry - Megan Schutt - Annabel Sutherland - Georgia Wareham | - Nigar Sultana (K, wk) - Dilara Akter - Disha Biswas - Fahima Khatun - Fargana Hoque - Jahanara Alam - Lata Mondal - Marufa Akter - Murshida Khatun - Nahida Akter - Ritu Moni - Rumana Ahmed - Salma Khatun - Shamima Sultana - Shorna Akter - Sobhana Mostary | - Heather Knight (K) - Lauren Bell - Maia Bouchier - Alice Capsey - Kate Cross - Freya Davies - Charlie Dean - Sophia Dunkley - Sophie Ecclestone - Sarah Glenn - Amy Jones (wk) - Katherine Sciver-Brunt - Natalie Sciver-Brunt - Lauren Winfield-Hill (wk) - Danni Wyatt | - Harmanpreet Kaur (K) - Smriti Mandhana (VK) - Yastika Bhatia (wk) - Harleen Deol - Rajeshwari Gayakwad - Richa Ghosh (wk) - Shikha Pandey - Sneh Rana - Jemimah Rodrigues - Anjali Sarvani - Deepti Sharma - Renuka Singh - Devika Vaidya - Pooja Vastrakar - Shafali Verma - Radha Yadav                   | - Laura Delany (K) - Rachel Delaney - Georgina Dempsey - Amy Hunter - Shauna Kavanagh (wk) - Arlene Kelly - Gaby Lewis - Louise Little - Sophie MacMahon - Jane Maguire - Cara Murray - Leah Paul - Orla Prendergast - Eimear Richardson - Rebecca Stokell - Mary Waldron                           |
| Neuseeland | Pakistan | Südafrika | Sri Lanka | West Indies |
| - Sophie Devine (K) - Suzie Bates - Bernadine Bezuidenhout (wk) - Eden Carson - Lauren Down - Maddy Green - Brooke Halliday - Hayley Jensen - Fran Jonas - Amelia Kerr - Jess Kerr - Molly Penfold - Georgia Plimmer - Hannah Rowe - Lea Tahuhu           | - Bismah Maroof (K) - Aiman Anwer - Aliya Riaz - Ayesha Naseem - Diana Baig - Fatima Sana - Javeria Khan - Muneeba Ali (wk) - Nashra Sandhu - Nida Dar - Omaima Sohail - Sadaf Shamas - Sadia Iqbal - Sidra Ameen - Sidra Nawaz (wk) - Tuba Hassan               | - Suné Luus (K) - Chloe Tryon (VK) - Anneke Bosch - Tazmin Brits - Nadine de Klerk - Annerie Dercksen - Lara Goodall - Shabnim Ismail - Sinalo Jafta - Marizanne Kapp - Ayabonga Khaka - Masabata Klaas - Nonkululeko Mlaba - Delmi Tucker - Laura Wolvaardt               | - Chamari Athapaththu (K) - Nilakshi de Silva - Kavisha Dilhari - Vishmi Gunaratne - Ama Kanchana - Achini Kulasuriya - Sugandika Kumari - Kaushini Nuthyangana - Oshadi Ranasinghe - Inoka Ranaweera - Harshitha Samarawickrama - Sathya Sandeepani - Anushka Sanjeewani - Tharika Sewwandi - Malsha Shehani | - Hayley Matthews (K) - Shemaine Campbelle (VK) - Aaliyah Alleyne - Shamilia Connell - Britney Cooper - Afy Fletcher - Shabika Gajnabi - Chinelle Henry - Trishan Holder - Zaida James - Djenaba Joseph - Chedean Nation - Karishma Ramharack - Shakera Selman - Stafanie Taylor - Rashada Williams |

## Spielplan
| Vorrunde Februar   | Fr. 10. | Sa. 11. | So. 12. | Mo. 13. | Di. 14. | Mi. 15. | Do. 16. | Fr. 17. | Sa. 18. | So. 19. | Mo. 20. | Di. 21. |
| ------------------ | ------- | ------- | ------- | ------- | ------- | ------- | ------- | ------- | ------- | ------- | ------- | ------- |
| Gruppe 1           | 1       | 1       | 1       | 1       | 1       |         | 1       | 1       | 1       | 1       |         | 1       |
| Gruppe 2           |         | 1       | 1       | 1       |         | 2       |         | 1       | 1       | 1       | 1       | 1       |
| Halbfinale Februar | Mi. 22. | Do. 23. | Fr. 24. | Sa. 25. | So. 26. |         |         |         |         |         |         |         |
| Finalrunde         |         | 1       | 1       |         | 1       |         |         |         |         |         |         |         |

| Farblegende |
| Vorrunde    |
| Halbfinale  |
| Finale      |

## Aufwärmspiele
| 6. Februar Scorecard | Kapstadt | Neuseeland 123-5 (20)          | – | West Indies 91-7 (20) |
|                      |          | Neuseeland gewinnt mit 32 Runs |   |                       |

| 6. Februar Scorecard | Stellenbosch | Sri Lanka 149-5 (20)         | – | Irland 147 (19.5) |
|                      |              | Sri Lanka gewinnt mit 2 Runs |   |                   |

| 6. Februar Scorecard | Stellenbosch | England 246-7 (20)          | – | Südafrika 229-9 (20) |
|                      |              | England gewinnt mit 17 Runs |   |                      |

| 6. Februar Scorecard | Kapstadt | Australien 129-8 (20)          | – | Indien 85 (15.1) |
|                      |          | Australien gewinnt mit 44 Runs |   |                  |

| 6. Februar Scorecard | Kapstadt | Bangladesch 103-7 (20)         | – | Pakistan 105-4 (16) |
|                      |          | Pakistan gewinnt mit 6 Wickets |   |                     |

| 8. Februar Scorecard | Stellenbosch | Australien 168-5 (20)        | – | Irland 169-7 (19.4) |
|                      |              | Irland gewinnt mit 3 Wickets |   |                     |

| 8. Februar Scorecard | Kapstadt | Neuseeland 114-9 (20)         | – | England 118-5 (13.5) |
|                      |          | England gewinnt mit 5 Wickets |   |                      |

| 8. Februar Scorecard | Paarl | Pakistan 142-5 (20)             | – | Südafrika 143-4 (18.2) |
|                      |       | Südafrika gewinnt mit 6 Wickets |   |                        |

| 8. Februar Scorecard | Kapstadt | Sri Lanka 107 (20)                | – | West Indies 111-6 (19.4) |
|                      |          | West Indies gewinnt mit 4 Wickets |   |                          |

| 8. Februar Scorecard | Stellenbosch | Indien 183-5 (20)          | – | Bangladesch 131-8 (20) |
|                      |              | Indien gewinnt mit 52 Runs |   |                        |

## Vorrunde

### Gruppe A
Gastgeber Südafrika verlor zunächst überraschend im ersten Spiel gegen Sri Lanka und auch Neuseeland verlor die ersten beiden Spiele gegen Australien und Südafrika deutlich. Australien konnte sich daraufhin ungeschlagen qualifizieren. Nachdem Neuseeland die sri-lankische Mannschaft deutlich schlug, wurden diese von Südafrika mit einem Sieg gegenüber Bangladesch übertrumpft, die sich so den zweiten Halbfinalplatz sicherten.
Tabelle
| Gruppe A    | Sp. | S | N | NR | P | NRR    |
| ----------- | --- | - | - | -- | - | ------ |
| Australien  | 4   | 4 | 0 | 0  | 8 | +2.149 |
| Südafrika   | 4   | 2 | 2 | 0  | 4 | +0.738 |
| Neuseeland  | 4   | 2 | 2 | 0  | 4 | +0.138 |
| Sri Lanka   | 4   | 2 | 2 | 0  | 4 | –1.460 |
| Bangladesch | 4   | 0 | 4 | 0  | 0 | –1.529 |

Spiele
| 10. Februar Scorecard | Kapstadt | Sri Lanka 129-4 (20)         | – | Südafrika 126-9 (20) |
|                       |          | Sri Lanka gewinnt mit 3 Runs |   |                      |

Südafrika gewann den Münzwurf und entschied sich als Feldmannschaft zu beginnen. Für Sri Lanka konnte sich die Eröffnungs-Batterin Chamari Athapaththu zusammen mit der dritten Schlagfrau Vishmi Gunaratne etablieren. Gunaratne schied nach 35 Runs aus und ein Ball später auch Athapaththu nach einem Fifty über 68 Runs. Die verbliebenen Batterinnen erhöhten die Vorgabe auf 130 Runs. Die südafrikanischen Wickets erzielten Marizanne Kapp, Shabnim Ismail und Nadine de Klerk. Für Südafrika bildeten die Eröffnungs-Batterinnen Laura Wolvaardt und Tazmin Brits eine erste Partnerschaft. Brits schied nach 12 Runs aus und nachdem Marizanne Kapp 11 Runs erreichte, verlor auch Wolvaardt ihr Wicket nach 18 Runs. Daraufhin etablierte sich Suné Luus und an ihrer Seite erzielte Chloe Tryon 10 Runs. Nachdem Luus mit Sinalo Jafta eine weitere Partnerin fand schied sie nach 28 Runs aus. Jafta verlor nach 15 Runs ihr Wicket und den verbliebenen Batterinnen gelang es danach nicht die Vorgabe einzuholen. Beste sri-lankische Bowlerin war Inoka Ranaweera mit 3 Wickets für 18 Runs. Als Spielerin es Spiels wurde Chamari Athapaththu ausgezeichnet.
| 11. Februar Scorecard | Paarl | Australien 173-9 (20)          | – | Neuseeland 76 (14) |
|                       |       | Australien gewinnt mit 97 Runs |   |                    |

Neuseeland gewann den Münzwurf und entschied sich als Feldmannschaft zu beginnen. Für Australien etablierte sich Eröffnungs-Batterin Alyssa Healy zusammen mit der dritten Schlagfrau Meg Lanning. Lanning schied nach 41 Runs aus und an der Seite von Healy folgte Ellyse Perry. Nachdem Healy nach einem Fifty über 55 Runs ausschied, erzielte Grace Harris 14 Runs, bevor auch perry nach 40 Runs ihr Wicket verlor. Die verbliebenen Batterinnen erhöhten die Vorgabe auf 174 Runs. Beste neuseeländische Bowlerinnen waren Amelia Kerr mit 3 Wickets für 23 Runs und Lea Tahuhu mit 3 Wickets für 37 Runs. Neuseeland verlor früh seine Eröffnungs-Batterinnen, bevor Bernadine Bezuidenhout und Amelia Kerr eine Partnerschaft bildeten. Bezuidenhout schied nach 14 Runs aus und auch Kerr verlor nach 21 Runs ihr Wicket. Von den verbliebenen Batterinnen konnte nur noch Jess Kerr mit 10 Runs eine zweistellige Run-Zahl erreichen, bevor das letzte Wicket im 14. Over fiel. Beste australische Bowlerin war Ashleigh Gardner mit 5 Wickets für 12 Runs, die dafür als Spielin des Spiels ausgezeichnet wurde.
| 12. Februar Scorecard | Kapstadt | Bangladesch 126-8 (20)          | – | Sri Lanka 129-3 (18.2) |
|                       |          | Sri Lanka gewinnt mit 7 Wickets |   |                        |

Bangladesch gewann den Münzwurf und entschied sich als Schlagmannschaft zu beginnen. Für sie bildete Eröffnungs-Batterin Shamima Sultana zusammen mit der dritten Schlagfrau Sobhana Mostary eine Partnerschaft. Sultana schied nach 20 Runs aus und wurde durch Nigar Sultana ersetzt. Nachdem Mostary 29 erreichte kam Lata Mondal ins Spiel. Sultana verlor dann nach 28 Runs ihr Wicket und Mondal kurz darauf nach 11 Runs und die verbliebenen Batterinnen erhöhten die Vorgabe aus 127 Runs. Beste sri-lankische Bowlerin war Oshadi Ranasinghe mit 3 Wickets für 23 Runs. Für Sri Lanka bildeten die Eröffnungs-Batterinnen Harshitha Samarawickrama und Chamari Athapaththu eine Partnerschaft. Athapaththu verlor nach 15 Runs ihr Wicket und zusammen mit Nilakshi de Silva konnte Samarawickrama dann die Vorgabe im vorletzten Over einholen. Samarawickrama erreichte dabei ein Fifty über 69* Runs und de Silva 41* Runs. Beste bangladeschische Bowlerin war Marufa Akter mit 3 Wickets für 23 Runs. Als Spielerin des Spiels wurde Harshitha Samarawickrama ausgezeichnet.
| 13. Februar Scorecard | Paarl | Südafrika 132-6 (20)          | – | Neuseeland 67 (18.1) |
|                       |       | Südafrika gewinnt mit 65 Runs |   |                      |

Südafrika gewann den Münzwurf und entschied sich als Schlagmannschaft zu beginnen. Für sie bildeten Eröffnungs-Batterin Laura Wolvaardt und die vierte Schlagfrau Suné Luus eine Partnerschaft. Nachdem Luus nach 22 Runs ausschied verlor auch nach Wolvaardt nach 13 Runs ihr Wicket. Daraufhin bildeten Chloe Tryon und Nadine de Klerk eine Partnerschaft. Tryon schied nach 40 Runs aus, während de Klerk mit 28* Runs das Innings ungeschlagen beendete. Beste neuseeländische Bowlerinnen waren Eden Carson mit 2 Wickets für 23 Runs und Lea Tahuhu mit 2 Wickets für 27 Runs. Neuseeland verlor früh drei Wickets, bevor Amelia Kerr 10, Sophie Devine 16 und Jess Kerr 11 erreichten. Im vorletzten Over verloren sie mit großem Rückstand das letzte Wicket. Beste südafrikanische Bowlerin war Nonkululeko Mlaba mit 3 Wickets für 10 Runs. Als Spielerin des Spiels wurde Chloe Tryon ausgezeichnet.
| 14. Februar Scorecard | Gqeberha | Bangladesch 107-7 (20)           | – | Australien 111-2 (18.2) |
|                       |          | Australien gewinnt mit 8 Wickets |   |                         |

Bangladesch gewann den Münzwurf und entschied sich als Schlagmannschaft zu beginnen. Für sie konnte sich die vierte Schlagfrau Nigar Sultana etablieren und an ihrer Seite Shorna Akter 12 Runs erreichen. Jedoch fand sich keine andere Partnerin die eine zweistellige Run-Zahl erzielte und so war Sultana mit einem Fifty über 57 Runs die wichtigste Batterin und trug damit maßgeblich dazu bei die Vorgabe auf 108 Runs zu erhöhen. Beste australische Bowlerin war Georgia Wareham mit 3 Wickets für 20 Runs. Für Australien bildete Eröffnungs-Batterin Alyssa Healy zusammen mit der dritten Schlagfrau Meg Lanning eine Partnerschaft. Healy verlor nach 37 Runs ihr Wicket, bevor Lanning zusammen mit Ashleigh Gardner die Vorgabe im vorletzten Over einholte. Lanning erzielte dabei 48* Runs und Garner 19* Runs. Die bangladeschischen Wickets erzielten Shorna Akter und Marufa Akter. Als Spielerin des Spiels wurde Georgia Wareham ausgezeichnet.
| 16. Februar Scorecard | Gqeberha | Sri Lanka 112-8 (20)              | – | Australien 113-0 (15.5) |
|                       |          | Australien gewinnt mit 10 Wickets |   |                         |

Australien gewann den Münzwurf und entschied sich als Feldmannschaft zu beginnen. Für Sri Lanka bildeten die Eröffnungs-Batterinnen Harshitha Samarawickrama und Chamari Athapaththu eine Partnerschaft. Athapaththu schied nach 16 Runs aus und wurde durch Vishmi Gunaratne gefolgt. Samarawickrama verlor ihr Wicket nach 34 Runs und Gunaratne bildete eine weitere Partnerschaft mit Nilakshi de Silva. Gunaratne schied dann nach 24 Runs aus, während de Silva das Innings ungeschlagen mit 15* Runs beendete und so die Vorgabe auf 113 Runs erhöhte. Beste australische Bowlerin war Megan Schutt mit 4 Wickets für 24 Runs. Für Australien konnten sich die Eröffnungs-Batterinnen Alyssa Healy und Beth Mooney etablieren und ungeschlagen die Vorgabe im 16. Over einholen. Healy erzielte dabei ein Fifty über 54 Runs und Mooney über 56 Runs. Als Spielerin des Spiels wurde Alyssa Healy ausgezeichnet.
| 17. Februar Scorecard | Kapstadt | Neuseeland 189-3 (20)          | – | Bangladesch 118-8 (20) |
|                       |          | Neuseeland gewinnt mit 71 Runs |   |                        |

Neuseeland gewann den Münzwurf und entschied sich als Schlagmannschaft zu beginnen. Für sie bildeten die Eröffnungs-Batterinnen Bernadine Bezuidenhout und Suzie Bates eine Partnerschaft. Bezuidenhout schied nach 44 Runs aus und nachdem Amelia Kerr 14 Runs erzielte konnte Bates zusammen mit Maddy Green das Innings ungeschlagen beenden. Bates erzielte dabei ein Fifty über 81* Runs und Green 44* Runs. Beste bangladeschische Bowlerin war Fahima Khatun mit 2 Wickets für 36 Runs. Für Bangladesch bildeten die Eröffnungs-Batterinnen Shamima Sultana und Murshida Khatun eine Partnerschaft. Sultana schied nach 14 Runs aus und Khatun fand mit Shorna Akter eine weitere Partnerin. Nachdem Khatun nach 30 Runs ihr Wicket verlor, schied auch Akter nach 31 Runs aus und den verbliebenen Batterinnen gelang es nicht die Vorgabe zu gefährden. Beste neuseeländische Bowlerin war Eden Carson mit 3 Wickets für 18 Runs. Als Spielerin des Spiels wurde Suzie Bates ausgezeichnet.
| 18. Februar Scorecard | Gqeberha | Südafrika 124-6 (20)             | – | Australien 125-4 (16.3) |
|                       |          | Australien gewinnt mit 6 Wickets |   |                         |

Australien gewann den Münzwurf und entschied sich als Feldmannschaft zu beginnen. Für Südafrika bildeten die Eröffnungs-Batterinnen Laura Wolvaardt und Tazmin Brits eine Partnerschaft. Wolvaardt schied nach 19 Runs aus und Brits nach 45 Runs. Die hineinkommende Suné Luus bildete zusammen mit Nadine de Klerk eine weitere Partnerschaft. Luus verlor nach 20 Runs ihr Wicket, während de Klerk das Innings ungeschlagen mit 14* Runs beendete. Beste australische Bowlerin war Georgia Wareham mit 2 Wickets für 18 Runs. Für Australien bildeten die Eröffnungs-Batterinnen Beth Mooney und Ellyse Perry eine Partnerschaft. Perry schied nach 11 Runs aus und an der Seite von Mooney etablierte sich Ashleigh Gardner. Nachdem Mooney nach 20 runs ihr Wicket verlor kam Tahlia McGrath ins Spiel, die kurz vor erreichen der Vorgabe nach einem Fifty über 57 Runs ausschied. Gardner beendete ungeschlagen mit 28* Runs das Innings, nachdem im 17. Over die Vorgabe eingeholt wurde. Beste südafrikanische Bowlerin war Marizanne Kapp mit 2 Wickets für 21 Runs. Als Spielerin des Spiels wurde Tahlia McGrath ausgezeichnet.
| 19. Februar Scorecard | Paarl | Neuseeland 162-3 (20)           | – | Sri Lanka 60 (15.5) |
|                       |       | Neuseeland gewinnt mit 102 Runs |   |                     |

Neuseeland gewann den Münzwurf und entschied sich als Schlagmannschaft zu beginnen. Für sie bildeten die Eröffnungs-Batterinnen Bernadine Bezuidenhout und Suzie Bates eine Partnerschaft. Bezuidenhout schied nach 32 Runs aus und wurde durch Amelia Kerr ersetzt. Im letzten Over verlor dann Bates ihr Wicket nach einem Fifty über 56 Runs und Kerr über 66 Runs. Die Vorgabe erhöhte sich dann auf 163 Runs und Sri Lanka benötigte mindestens 124 Runs um nicht direkt auszuscheiden. Die sri-lankischen Wickets erzielten Achini Kulasuriya und Inoka Ranaweera. Für Sri Lanka konnte Eröffnungs-Batterin Chamari Athapaththu 19 Runs erzielen, jedoch gelang es nach ihr nur noch Malsha Shehani mit 10 Runs ein zweistellige Run-Zahl zu erreichen. Als sie im 16. Over das letzte Wicket verlor schied Sri Lanka aus. Beste neuseeländische Bowlerinnen waren Amelia Kerr mit 2 Wickets für 7 Runs und Lea Tahuhu mit 2 Wickets für 12 Runs. Als Spielerin des Spiels wurde Amelia Kerr ausgezeichnet.
| 21. Februar Scorecard | Kapstadt | Bangladesch 113-6 (20)           | – | Südafrika 117-0 (17.5) |
|                       |          | Südafrika gewinnt mit 10 Wickets |   |                        |

Bangladesch gewann den Münzwurf und entschied sich als Schlagmannschaft zu beginnen. Für sie bildete Eröffnungs-Batterin Shamima Sultana zusammen mit der dritten Schlagfrau Sobhana Mostary eine partnerschaft. Sultana schied nach 11 Runs aus und wurde durch Nigar Sultana ersetzt. Nachdem Mostary nach 27 Runs ihr Wicket verlor erzielte Shorna Akter 11 Runs, bevor auch Sultana nach 30 Runs ausschied. Nahida Akter gelangen dann bis zum Ende des Innings noch 15* Runs und erhöhte so die Vorgabe auf 114 Runs. Beste südafrikanische Bowlerinnen waren Marizanne Kapp mit 2 Wickets für 17 Runs und Ayabonga Khaka mit 2 Wickets für 21 Runs. Für Südafrika konnten die beiden Eröffnungs-Batterinnen Laura Wolvaardt und Tazmin Brits die Vorgabe ungeschlagen im 18. Over einholen. Wolvaardt erreichte dabei ein Fifty über 66 und Brits über 50 Runs. Als Spielerin des Spiels wurde Laura Wolvaardt ausgezeichnet.

### Gruppe B
Nachdem sich Indien knapp gegen Pakistan durchsetzen konnte, mussten sie sich dann England geschlagen geben. England qualifizierte sich daraufhin ohne Spielverlust für das Halbfinale. Nachdem sich Pakistan auch gegen die West Indies geschlagen geben musste, konnte auch Indien sich die Qualifikation sichern.
Tabelle
| Gruppe B    | Sp. | S | N | NR | P | NRR    |
| ----------- | --- | - | - | -- | - | ------ |
| England     | 4   | 4 | 0 | 0  | 8 | +2.860 |
| Indien      | 4   | 3 | 1 | 0  | 6 | +0.253 |
| West Indies | 4   | 2 | 2 | 0  | 4 | –0.601 |
| Pakistan    | 4   | 1 | 3 | 0  | 2 | -0.703 |
| Irland      | 4   | 0 | 4 | 0  | 0 | –1.814 |

Spiele
| 11. Februar Scorecard | Paarl | West Indies 135-7 (20)        | – | England 138-3 (14.3) |
|                       |       | England gewinnt mit 7 Wickets |   |                      |

Die West Indies gewannen den Münzwurf und entschieden sich als Schlagmannschaft zu beginnen. Eröffnungs-Batterin Hayley Matthews bildete zusammen mit der dritten Schlagfrau Shemaine Campbelle eine erste Partnerschaft. Matthews schied nach 42 Runs und an der Seite von Campbelle folgte Chinelle Henry. Campbelle verlor ihr Wicket nach 34 Runs und kurz darauf Henry nach 14 Runs. Von den verbliebenen Batterinnen erzielte Afy Fletcher 10 Runs und erhöhte so die Vorgabe auf 136 Runs. Beste englische Bowlerin war Sophie Ecclestone mit 3 Wickets für 23 Runs. Für England begannen Sophia Dunkley und Danni Wyatt. Wyatt schied nach 11 Runs aus und wurde gefolgt durch Alice Capsey. Nachdem Dunkley 34 Runs erreichte und Capsey nach 11 ausschied etablierten sich Natalie Sciver-Brunt und Heather Knight, die die Vorgabe im 15. Over einholen konnten. Sciver-Brunt erzielte dabei 40* und Knight 32* Runs. Beste west-indische Bowlerin war Chinelle Henry mit 2 Wickets für 30 Runs. Als Spielerin des Spiels wurde Natalie Sciver-Brunt ausgezeichnet.
| 12. Februar Scorecard | Kapstadt | Pakistan 149-4 (20)          | – | Indien 151-3 (19) |
|                       |          | Indien gewinnt mit 7 Wickets |   |                   |

Pakistan gewann den Münzwurf und entschied sich als Schlagmannschaft zu beginnen. Für sie bildete Eröffnungs-Batterin Muneeba Ali zusammen mit Bismah Maroof eine Partnerschaft. Nachdem Ali nach 12 Runs ausschied erzielte Sidra Ameen an der Seite von Maroof 11 Runs, bevor sie zusammen mit Ayesha Naseem das innings beendete. Maroof erreichte dabei ein Fifty über 68* Runs und Naseem 43* Runs. Beste indische Bowlerin war Radha Yadav mit 2 Wickets für 21 Runs. Für Indien bildeten zunächst die Eröffnungs-Batterinnen Yastika Bhatia und Shafali Verma eine Partnerschaft. Bhatia schied nach 17 Runs aus und wurde durch Jemimah Rodrigues gefolgt. Verma verlor nach 33 Runs ihr Wicket und nachdem Harmanpreet Kaur nach 16 Runs ausschied, beendete Rodrigues zusammen mit Richa Ghosh das Innings. Rodrigues erreichte dabei ein Fifty über 53* Runs, Ghosh 31* Runs. Beste pakistanische Bowlerin war Nashra Sandhu mit 2 Wickets für 15 Runs. Als Spielerin des Spiels wurde Jemimah Rodrigues ausgezeichnet.
| 13. Februar Scorecard | Paarl | Irland 105 (18.2)             | – | England 107-6 (14.2) |
|                       |       | England gewinnt mit 4 Wickets |   |                      |

Irland gewann den Münzwurf und entschied sich als Schlagmannschaft zu beginnen. Für Irland bildeten Eröffnungs-Batterinnen Amy Hunter und Gaby Lewis eine Partnerschaft. Hunter schied nach 15 Runs aus und ihre Nachfolgerin Orla Prendergast gelangen 17 Runs. Nachdem Laura Delany ins Spiel kam, schied Lewis nach 36 Runs aus. Delany konnte 12 Runs erreichen, auch wenn es keiner Spielerin mehr gelang sich an ihrer Seite zu etablieren. So wurde das letzte Wicket im vorletzten Over verloren und eine Vorgabe über 106 Runs aufgestellt. Beste englische Bowlerinnen waren Sophie Ecclestone mit 3 Wickets für 13 Runs und Sarah Glenn mit 3 Wickets für 19 Runs. Für England bildete Eröffnungs-Batterin Danni Wyatt zusammen mit der dritten Schlagfrau Alice Capsey eine Partnerschaft. Capsey erreichte ein Fifty über 51 Runs, bevor Wyatt nach 16 Runs ausschied. Danach bildeten Heather Knight und Amy Jones eine weitere Partnerschaft. Knight verlor nach 14 und Jones nach 12 Runs ihr Wicket und kurz darauf wurde die Vorgabe eingeholt. Beste irische Bowlerin war Cara Murray mit 3 Wickets für 15 Runs. Als Spielerin des Spiels wurde Alice Capsey ausgezeichnet.
| 15. Februar Scorecard | Kapstadt | West Indies 118-6 (20)       | – | Indien 119-4 (18.1) |
|                       |          | Indien gewinnt mit 6 Wickets |   |                     |

Die West Indies gewannen den Münzwurf und entschieden sich als Schlagmannschaft zu beginnen. Für sie bildeten Eröffnungs-Batterin Stafanie Taylor zusammen mit der dritten Schlagfrau Shemaine Campbelle eine Partnerschaft. Campbelle verlor ihr Wicket nach 30 Runs und Taylor kurz darauf nach 42 Runs. Daraufhin bildeten Chedean Nation zusammen mit Shabika Gajnabi eine Partnerschaft. Gajnabi verlor nach 15 Runs ihr Wicket, während Nation bis zum Ende des innings ungeschlagene 21* Runs erreichte. Beste indische Bowlerin war Deepti Sharma mit 3 Wickets für 15 Runs. Für Indien bildeten die Eröffnungs-Batterinnen Shafali Verma und Smriti Mandhana eine Partnerschaft. Mandhana schied nach 10 Runs aus und wurde durch Harmanpreet Kaur gefolgt. Verma verlor nach 28 Runs ihr Wicket und wurde ersetzt durch Richa Ghosh. Kaur verlor kurz vor Erreichen der Vorgabe ihr Wicket nach 33 Runs, bevor Ghosh die entscheidenden Runs im vorletzten Over erzielte. Sie erreichte dabei 44* Runs. Beste west-indische Bowlerin war Karishma Ramharack mit 2 Wickets für 14 Runs. Als Spielerin des Spiels wurde Deepti Sharma ausgezeichnet.
| 15. Februar Scorecard | Kapstadt | Pakistan 165-5 (20)          | – | Irland 95 (16.3) |
|                       |          | Pakistan gewinnt mit 70 Runs |   |                  |

Irland gewann den Münzwurf und entschied sich als Feldmannschaft zu beginnen. Für Pakistan konnte sich Eröffnungs-Batterin Muneeba Ali etablieren. Sie fand mit Nida Dar eine Partnerin. Ali erreichte dann ein Century über 102 Runs aus 68 Bällen, und Dar schied kurz darauf nach 33 Runs im letzten Over aus. Beste irische Bowlerin war Arlene Kelly mit 2 Wickets für 27 Runs. Für Irland bildete Eröffnungs-Batterin Gaby Lewis zusammen mit der dritten Schlagfrau Orla Prendergast eine Partnerschaft. Lewis schied nach 10 Runs aus und Prendergast erreichte 31 Runs. Daraufhin konnte Eimear Richardson 28 Runs erzielen, jedoch gelang es den verbliebenen Bowlerinnen nicht die Vorgabe einzuholen. Beste pakistanische Bowlerin war Nashra Sandhu mit 4 Wickets für 18 Runs. Als Spielerin des Spiels wurde Muneeba Ali ausgezeichnet.
| 17. Februar Scorecard | Kapstadt | Irland 137-9 (20)                 | – | West Indies 140-4 (19.5) |
|                       |          | West Indies gewinnt mit 6 Wickets |   |                          |

Irland gewann den Münzwurf und entschied sich als Schlagmannschaft zu beginnen. Für sie bildete Eröffnungs-Batterin Gaby Lewis zusammen mit der dritten Schlagfrau Orla Prendergast eine Partnerschaft. Prendergast schied nach einem Fifty über 61 Runs aus und wurde durch Eimear Richardson ersetzt. Lewis verlor dann nach 38 Runs ihr Wicket und Richardson nach 15 Runs. Die verbliebenen Batterinnen erhöhten die Vorgabe auf 138 Runs. Beste west-indische Bowlerin war Shamilia Connell mit 3 Wickets für 24 Runs. Für die West indies bildeten die Eröffnungs-Batterinnen Hayley Matthews und Rashada Williams eine Partnerschaft. Williams schied nach 17 Runs aus und an der Seite von Matthews erreichten Chinelle Henry 34 und Shabika Gajnabi 13 Runs. Matthews gelang es dann nach einem Fifty über 66* runs die Vorgabe zwei Bälle von Schluss einzuholen. Die irischen Wickets erzielten Leah Paul und Laura Delany. Als Spielerin des Spiels wurde Hayley Matthews ausgezeichnet.
| 18. Februar Scorecard | Gqeberha | England 151-7 (20)          | – | Indien 140-5 (20) |
|                       |          | England gewinnt mit 11 Runs |   |                   |

Indien gewann den Münzwurf und entschied sich als Feldmannschaft zu beginnen. Für England bildeten Eröffnungs-Batterin Sophia Dunkley zusammen mit Natalie Sciver-Brunt eine Partnerschaft. Dunkley schied nach 10 Runs aus und an der Seite von Sciver-Brunt erreichte Heather Knight 28 Runs. Nachdem Amy Jones ins Spiel kam verlor Sciver-Brunt nach einem Fifty über 50 Runs ihr Wicket und wurde durch Sophie Ecclestone gefolgt. Jones erreichte bis zu ihrem Ausscheiden 40 Runs, während Ecclestone das Inning ungeschlagen mit 11* Runs beendete. Beste indische Bowlerin war Renuka Singh mit 5 Wickets für 15 Runs. Für Indien konnte sich Eröffnungs-Batterin Smriti Mandhana etablieren und an ihrer Seite Jemimah Rodrigues 13 runs erzielen, bevor sie zusammen mit Richa Ghosh eine weitere Partnerschaft bildete. Mandhana verlor ihr Wicket nach einem Half-Century über 52 Runs, während Ghosh bis zum Ende des innings 47* Runs erreichte, was jedoch nicht ausreichte um die Vorgabe einzuholen. Beste englische Bowlerin war Sarah Glenn mit 2 Wickets für 27 Runs. Als Spielerin des Spiels wurde Natalie Sciver-Brunt ausgezeichnet.
| 19. Februar Scorecard | Paarl | West Indies 116-6 (20)         | – | Pakistan 113-5 (20) |
|                       |       | West Indies gewinnt mit 3 Runs |   |                     |

Die West Indies gewannen den Münzwurf und entschieden sich als Schlagmannschaft zu beginnen. Für sie begannen Hayley Matthews und Rashada Williams am Schlag. Matthews schied nach 20 Runs aus und wurde durch Shemaine Campbelle ersetzt. Nachdem Williams ihr Wicket nach 30 Runs verlor erreichte Chinelle Henry 11 Runs. Campbelle verlor kurz darauf nach 22 Runs ihr Wicket und nachdem Shabika Gajnabi 13 Runs erzielte konnten die verbliebenen Batterinnen die Vorgabe auf 117 Runs erhöhen. Beste pakistanische Bowlerin war Nida Dar mit 2 Wickets für 13 Runs. Nachdem die pakistanischen Eröffnungs-Batterinnen früh ausschieden konnte sich Bismah Maroof zusammen mit Nida Dar etablieren. Dar schied nach 27 Runs aus und wurde gefolgt durch Aliya Riaz. Nachdem Maroof ihr Wicket nach 26 Runs verlor und Riaz 29 Runs erzielte, gelang es den verbliebenen Batterinen nicht die Vorgabe einzuholen. Beste west-indische Bowlerin war Hayley Matthews mit 2 Wickets für 14 Runs, diefür ihre Leistungen als Spielerin des Spiels ausgezeichnet wurde.
| 20. Februar Scorecard | Gqeberha | Indien 155-6 (20)                      | – | Irland 54-2 (8.2/8.2) |
|                       |          | Indien gewinnt mit 5 Runs (D/L method) |   |                       |

Indien gewann den Münzwurf und entschied sich als Schlagmannschaft zu beginnen. Für sie bildeten die Eröffnungs-Batter Shafali Verma und Smriti Mandhana eine Partnerschaft. Verma schied nach 24 Runs aus und an der Seite von Mandhana gelang Harmanpreet Kaur 24 Runs. Nachdem sie eine weitere Partnerschaft mit Jemimah Rodrigues bildete schied Mandhana nach einem Fifty über 87 Runs aus. Rodrigues verlor mit dem letzten Ball ihr Wicket nach 19 Runs und erhöhte so die Vorgabe auf 156 Runs. Beste irische Bowlerin war Laura Delany mit 3 Wickets für 33 Runs. Für Irland bildete Eröffnungs-Batterin Gaby Lewis zusammen mit Laura Delany eine Partnerschaft. Im neunten Over setzten Regenfälle ein und das Spiel wurde abgebrochen, wobei Irland zu diesem Zeitpunkt fünf Runs hinter Indien lag. Lewis hatte bis dahin 32* Runs erzielt und Delany 17*. Das indische Wicket erzielte Renuka Singh.
| 21. Februar Scorecard | Kapstadt | England 213-5 (20)           | – | Pakistan 99-9 (20) |
|                       |          | England gewinnt mit 114 Runs |   |                    |

England gewann den Münzwurf und entschied sich als Schlagmannschaft zu beginnen. Für sie bildete Eröffnungs-Batterin Danni Wyatt und die vierte Schlagfrau Natalie Sciver-Brunt eine Partnerschaft. Wyatt schied nach einem Half-Century über 59 Runs aus und wurde gefolgt durch Amy Jones Jones verlor mit dem letzten Ball ihr Wicket nach 47 Runs, während Sciver-Brunt ein ungeschlagenes Fifty über 81* Runs erzielte und so die Vorgabe aus 214 Runs erhöhte. Beste pakistanische Bowlerin war Fatima Sana mit 2 Wickets für 44 Runs. Nach dem Verlust von drei frühen Wickets bildete Sidra Ameen zusammen mit Nida Dar eine Partnerschaft. Dar schied nach 11 und Ameen kurz darauf nach 12 Runs aus. Daraufhin bildete Fatima Sana eine Partnerschaft zusammen mit Tuba Hassan. Hassan verlor ihr Wicket nach 28 Runs, während Sana mit 16* Runs das Innings ungeschlagen beendete. Beste englische Bowlerinnen waren Katherine Sciver-Brunt mit 2 Wicket für 14 Runs und Charlie Dean mit 2 Wickets für 28 Runs. Als Spielerin des Spiels wurde Natalie Sciver-Brunt ausgezeichnet.

## Halbfinale
| 23. Februar Scorecard | Kapstadt | Australien 172-4 (20)         | – | Indien 167-8 (20) |
|                       |          | Australien gewinnt mit 5 Runs |   |                   |

Australien gewann den Münzwurf und entschied sich als Schlagmannschaft zu beginnen. Für sie bildeten die Eröffnungs-Batterinnen Alyssa Healy und Beth Mooney eine Partnerschaft. Healy schied nach 25 Runs aus und wurde durch Meg Lanning ersetzt. Mooney verlor nach einem Fifty über 54 Runs ihr Wicket und nachdem Ashleigh Gardner an der Seite von Lanning 31 Runs erzielte, beendete diese das Innings ungeschlagen mit 49* Runs. Beste indische Bowlerin war Shikha Pandey mit 2 Wickets ür 32 Runs. Indien verlor früh drei Wickets, bevor Jemimah Rodrigues und Harmanpreet Kaur eine Partnerschaft bildeten. Rodrigues schied nach 43 Runs aus und wurde gefolgt durch Richa Ghosh. Kaur erreichte ein Half-Century über 52 Runs und an der Seite von Ghosh etablierte sich Deepti Sharma. Ghosh schied dann nach 14 Runs aus und nachdem Sneh Rana 11 Runs erzielte beendete Sharma das Innings ungeschlagen mit 20* Runs, was jedoch nicht ausreichte die Vorgabe einzuholen. Beste australische Bowlerinnen waren Darcie Brown mit 2 Wickets für 18 Runs und Ashleigh Gardner mit 2 Wickets für 37 Runs, die auch als Spielerin des Spiels ausgezeichnet wurde.
| 24. Februar Scorecard | Kapstadt | Südafrika 164-4 (20)         | – | England 158-8 (20) |
|                       |          | Südafrika gewinnt mit 6 Runs |   |                    |

Südafrika gewann den Münzwurf und entschied sich als Schlagmannschaft zu beginnen. Für sie bildeten die Eröffnungs-Batter Laura Wolvaardt und Tazmin Brits eine Partnerschaft. Wolvaardt schied nach einem Fifty über 53 Runs aus und wurde durch Marizanne Kapp ersetzt. Brits verlor ihr Wicket dann nach 68 Runs und Kapp beendete das Innings ungeschlagen mit 27 Runs. Beste englische Bowlerin war Sophie Ecclestone mit 3 Wickets für 22 Runs. Für England bildeten die Eröffnungs-Batterinnen Danni Wyatt und Sophia Dunkley eine Partnerschaft. Dunkley schied nach 28 Runs aus und wurde gefolgt durch Natalie Sciver-Brunt. Wyatt erreichte 34 Runs, woraufhin Heather Knight ins Spiel kam. Sciver-Brunt schied dann nach 40 Runs aus und nachdem Knight im letzten Over ihr Wicket nach 31 Runs verlor, verpasste England die Vorgabe und schied aus. Beste südafrikanische Bowlerinnen waren Ayabonga Khaka mit 4 Wickets für 29 Runs und Shabnim Ismail mit 3 Wickets für 27 Runs. Als Spielerin des Spiels wurde Tazmin Brits ausgezeichnet.

## Finale
| 26. Februar Scorecard | Kapstadt | Australien 156-6 (20)          | – | Südafrika 137-6 (20) |
|                       |          | Australien gewinnt mit 19 Runs |   |                      |

Australien gewann den Münzwurf und entschied sich als Schlagmannschaft zu beginnen. Für sie bildeten die Eröffnungs-Batterinnen Alyssa Healy und Beth Mooney eine Partnerschaft. Nachdem Healy nach 18 Runs ausschied folgten ihr Ashleigh Gardner mit 29 und Grace Harris und Meg Lanning mit jeweils 10 Runs. Mooney beendete dann das Innings ungeschlagen mit einem Fifty über 74 Runs und stellte so eine Vorgabe von 157 Runs auf. Beste südafrikanische Bowlerinnen waren Shabnim Ismail mit 2 Wickets für 26 Runs und Marizanne Kapp mit 2 Wickets für 35 Runs. Für Südafrika etablierte sich Eröffnungs-Batterin Laura Wolvaardt und an ihrer Seite erreichte Tazmin Brits 10 und Marizanne Kapp 11 Runs, bevor sie Chloe Tryon als Partnerin fand. Wolvaardt scheid dann nach einem Fifty über 61 Runs aus und Tryon nach 25 Runs. Den verbliebenen Batterinnen gelang es dann nicht mehr die Vorgabe einzuholen. Die australischen Wickets erzielten Ashleigh Gardner, Jess Jonassen, Megan Schutt und Darcie Brown. Als Spielerin des Spiels wurde Beth Mooney ausgezeichnet.

## Statistiken
Die folgenden Cricketstatistiken wurden bei diesem Turnier erzielt.
| WTwenty20            | WTwenty20  | WTwenty20 | WTwenty20 | WTwenty20 | WTwenty20 | WTwenty20 | WTwenty20 | WTwenty20 |
| Batting              | Batting    | Batting   | Batting   | Batting   | Batting   | Batting   | Batting   | Batting   |
| Spieler              | Mannschaft | Spiele    | Innings   | Runs      | Average   | HS        | 100s      | 50s       |
| -------------------- | ---------- | --------- | --------- | --------- | --------- | --------- | --------- | --------- |
| Laura Wolvaardt      | Südafrika  | 6         | 6         | 230       | 46,00     | 66*       | 0         | 3         |
| Natalie Sciver-Brunt | England    | 5         | 5         | 216       | 72,00     | 81*       | 0         | 2         |
| Beth Mooney          | Australien | 6         | 6         | 206       | 51,50     | 74*       | 0         | 3         |
| Alyssa Healy         | Australien | 5         | 5         | 189       | 47,25     | 55        | 0         | 2         |
| Tazmin Brits         | Südafrika  | 6         | 6         | 186       | 37,20     | 68        | 0         | 2         |
| Bowling              |            |           |           |           |           |           |           |           |
| Spieler              | Mannschaft | Spiele    | Overs     | Wickets   | Average   | BBI       | 5W        | 10W       |
| Sophie Ecclestone    | England    | 5         | 20.0      | 11        | 7,54      | 3/13      | 0         | 0         |
| Ashleigh Gardner     | Australien | 6         | 20.0      | 10        | 12,50     | 5/12      | 1         | 0         |
| Megan Schutt         | Australien | 6         | 22.0      | 10        | 13,50     | 4/24      | 0         | 0         |
| Marizanne Kapp       | Südafrika  | 6         | 22.1      | 9         | 15,44     | 2/13      | 0         | 0         |
| Lea Tahuhu           | Neuseeland | 4         | 15.0      | 8         | 11,87     | 3/37      | 0         | 0         |
| Shabnim Ismail       | Südafrika  | 6         | 22.0      | 8         | 16,12     | 3/27      | 0         | 0         |

## Organisation und Umfeld

### Preisgelder
Insgesamt wurden 2,45 Millionen US-Dollar als Preisgeld ausgeschüttet. Die Aufteilung erfolgt wie folgt:
| Erreichtes Ziel                            | Preisgeld (US-Dollar) |
| ------------------------------------------ | --------------------- |
| Gewinner                                   | 1.000.000 $           |
| Finalist                                   | 500.000 $             |
| Verlierer Halbfinale                       | 210.000 $             |
| Mannschaft die in der Vorrunde ausscheidet | 30.000 $              |
| Spiel-Gewinn Vorrunde                      | 17.500 $              |

### Übertragungsrechte
Der Weltverband gab die folgenden Übertragungsrechte bekannt:
| Ort                                                   | TV-Übertragung          | Digital                            |
| ----------------------------------------------------- | ----------------------- | ---------------------------------- |
| Afghanistan                                           |                         | Yupp TV                            |
| Australien                                            | Fox Sports, Fox Cricket | Foxtel GO, Foxtel Now, Kayo Sports |
| Bangladesch                                           | GTV, T Sports           | Rabbithole                         |
| Kanada                                                | Willow TV               | Hotstar                            |
| Karibik                                               | ESPN Caribbean          | ESPN Play Caribbean                |
| Zentral- und Südamerika, Mexiko                       |                         | ESPN+                              |
| Europa (ohne UK & Irland) Südostasien (ohne Singapur) |                         | Yupp TV                            |
| Hongkong                                              | Astro Cricket           | Yupp TV                            |
| Indien                                                | SS2                     | Disney+ Hotstar                    |
| Malediven, Nepal, Bhutan                              | SS2                     | Yupp TV                            |
| Malaysia                                              | Astro Cricket           | Yupp TV                            |
| Arabische Welt                                        | CricLife                | StarzPlay & Swith TV, DU           |
| Neuseeland                                            | Sky Sport               | Sky GO & Sky Sport Now             |
| Pazifische Inseln                                     | TVWAN                   | Digicel                            |
| Pakistan                                              | PTV Sports & A-Sports   | PTV & ARY ZAP                      |
| Singapur                                              | Hubsports               | STarHub TV+                        |
| Sri Lanka                                             | Star Sports 2           |                                    |
| Südafrika                                             | SuperSport, SABC        | SuperSport                         |
| Vereinigtes Königreich                                | Sky Sports              | SSkyGo, Sky Sports                 |
| Vereinigte Staaten                                    | Willow TV               | ESPN+                              |